# Seal (album)
A Seal című album Seal 1991. május 24-én megjelent első albuma, mely olyan slágereket tartalmaz, mint a The Beginning, Killer, a Future Love Paradise, Crazy és a Violet című dalok. Az album az Egyesült Királyságban az 1. helyezést érte el az albumlistán, és az 1992-es Brit Awards-on a legjobb brit album kategóriában nyertes lett.
Az albumnak két változata van, melyek kisebb-nagyobb eltéréseket tartalmaznak három dalban. Az albumon szereplő Wild című dal rövidebb változata több rock alapot tartalmaz, mint az eredeti változat. A Violet rövid változata nem tartalmaz párbeszédet az éneklésen kívül. Az Adamski féle  Killer című dal az Egyesült Királyság kislemezlistáján az 1. helyen szerepelt, melyben Seal is közreműködött, mint énekes.
Sok dal – beleértve a különböző ZTT mixeket is – szerepelt Greg Stump 1991-es Groove Requiem című filmjében a Key of Ski-ban, és későbbi Seal dalok is hallhatóak voltak más Stump filmekben is. A Killer című dal is szerepelt az amerikai sorozatban, a Homicide: Life on the Street (Gyilkos utcák) címűben is, és az azt követően kiadásra került 2 lemezes filmzene albumon is.

## Számlista
1. "The Beginning" (Seal, Guy Sigsworth) – 5:40
2. "Deep Water" – 5:56
3. "Crazy" (Seal, Guy Sigsworth) – 4:47 or 5:57
4. "Killer" (Adam Tinley, Seal) – 6:22
5. "Whirlpool" – 3:56 or 3:51
6. "Future Love Paradise" – 4:20
7. "Wild" (Seal, Guy Sigsworth) – 5:19 or 5:28
8. "Show Me" – 5:59
9. "Violet" (Seal, Guy Sigsworth) – 8:06 or 8:31

## Kislemez megjelenések, helyezések
| Megjelenés dátuma  | Cím                    | Legjobb helyezés |
| ------------------ | ---------------------- | ---------------- |
| 1990. november 26. | "Crazy"                | 2                |
| 1991. április 12.  | "Future Love Paradise" | 12               |
| 1991. július 19.   | "The Beginning"        | 24               |
| 1991. november 22. | "Killer"               | 8                |
| 1992. február 14.  | "Violet"               | 34               |

## Eladások
| Ország                       | Minősítés  | Eladások  |
| ---------------------------- | ---------- | --------- |
| Ausztria (IFPI Austria)      | arany      | 25.000    |
| Brazília (Pro Música Brazil) | arany      | 100.000   |
| Kanada (Music Canada)        | 3x platina | 300.000   |
| Franciaország (SNEP)         | arany      | 261.600   |
| Egyesült Királyság (BPI)     | 2x platina | 600.000   |
| Németország (BVMI)           | arany      | 250.600   |
| Hollandia (NVPI)             | arany      | 50.600    |
| Új-Zéland (RMNZ)             | arany      | 7.500     |
| Svájc (IFPI Switzerland)     | platina    | 50.000    |
| Egyesült Államok (RIAA)      | platina    | 1.000.000 |